# 退化した議会
『退化した議会』(たいかしたぎかい、英語: Devolved Parliament、『猿の議会』とも)は、バンクシーによる2009年の絵画である。カンヴァス地に描かれた油彩画である。議論しているイギリスの庶民院の政治家達をチンパンジー達に置き換えている。2019年10月3日、ロンドンで行われたサザビーズでの競売において990万ポンド(1220万ドル)で落札され、今までのところ、バンクシーの作品の中で4番目に高価なものとなっている。

## 概要
この作品は2.5m×4.2m (8フィート2インチ×13フィート9インチ)の大きさがあり、バンクシーのキャンヴァス作品としてはこれまでで最大とされる。2009年にブリストル市立博物館・美術館のバンクシー展示会で初めて展示されたときは『クエスチョン・タイム』(Question Time)との題名が付けられていた。2011年に個人収集家に売却された。
チンパンジー達の描写はバンクシーの2002年の作品『Laugh Now』に共鳴している(『Laugh Now』は6フィートの長さがあるステンシルアートで、"Laugh now, but one day we'll be in charge"(今は笑えばいいさ、いつか俺たちの出番が来る)と書かれたエプロンを付けた猿の列を描いている)。
バナナやいくつかのランプなど細部に再び手を加えられ改題された作品は2019年3月29日にブリストル市立博物館・美術館がブレグジットを記念して再び展示した。EU離脱を巡ってイギリス議会が混迷しているなか、10年前の作品が「Devolved Parliament」と改題して公開されると「今のイギリス議会を予見していた」と話題を呼んだ。バンクシーは「今は笑え。だがいつか、誰も責任を取らなくなる」とコメントした。
2019年10月の競売で落札された。